# Крулевський-Двур (Люблінське воєводство)
Крулевський-Двур (пол. Królewski Dwór) — село в Польщі, у гміні Парчів Парчівського повіту Люблінського воєводства. Населення — 113 осіб (2011).

## Історія
За даними етнографічної експедиції 1869—1870 років під керівництвом Павла Чубинського, у селі переважно проживали греко-католики, які розмовляли українською мовою.
У 1975—1998 роках село належало до Білопідляського воєводства.

## Демографія
Демографічна структура станом на 31 березня 2011 року:
|          | Загалом | Допрацездатний вік | Працездатний вік | Постпрацездатний вік |
| -------- | ------- | ------------------ | ---------------- | -------------------- |
| Чоловіки | 59      | 11                 | 35               | 13                   |
| Жінки    | 54      | 7                  | 33               | 14                   |
| Разом    | 113     | 18                 | 68               | 27                   |